# Enes Sağlık
Enes Sağlık (Verviers, 8 luglio 1991) è un calciatore belga di origini turche, centrocampista del Tournai.

## Statistiche

### Presenze e reti nei club
Statistiche aggiornate al 24 gennaio 2018.
| Stagione         | Squadra          | Campionato       | Campionato | Campionato | Coppe nazionali | Coppe nazionali | Coppe nazionali | Coppe continentali | Coppe continentali | Coppe continentali | Altre coppe | Altre coppe | Altre coppe | Totale | Totale | Totale |
| Stagione         | Squadra          | Comp             | Pres       | Reti       | Comp            | Pres            | Reti            | Comp               | Pres               | Reti               | Comp        | Pres        | Reti        | Pres   | Reti   |        |
| ---------------- | ---------------- | ---------------- | ---------- | ---------- | --------------- | --------------- | --------------- | ------------------ | ------------------ | ------------------ | ----------- | ----------- | ----------- | ------ | ------ | ------ |
| 2009-2010        | Eupen            | D2               | 14+5       | 0+1        | CB              | 0               | 0               | -                  | -                  | -                  | -           | -           | -           | 19     | 1      |        |
| 2010-2011        | Eupen            | D1               | 26+7       | 0          | CB              | 2               | 0               | -                  | -                  | -                  | -           | -           | -           | 35     | 0      |        |
| 2011-2012        | Eupen            | D2               | 32+5       | 8+2        | CB              | 1               | 0               | -                  | -                  | -                  | -           | -           | -           | 38     | 10     |        |
| Totale Eupen     | Totale Eupen     | Totale Eupen     | 72+17      | 8+3        |                 | 3               | 0               |                    | -                  | -                  |             | -           | -           | 92     | 11     |        |
| 2012-2013        | Lokeren          | D1               | 25+6       | 1          | CB              | 2               | 0               | -                  | -                  | -                  | -           | -           | -           | 6      | 0      |        |
| 2013-gen. 2014   | Lokeren          | D1               | 5          | 0          | CB              | 1               | 0               | -                  | -                  | -                  | -           | -           | -           | 6      | 0      |        |
| Totale Lokeren   | Totale Lokeren   | Totale Lokeren   | 36         | 1          |                 | 3               | 0               |                    | -                  | -                  |             | -           | -           | 39     | 1      |        |
| gen.-giu. 2014   | Charleroi        | D1               | 7+5        | 1          | CB              | -               | -               | -                  | -                  | -                  | -           | -           | -           | 12     | 1      |        |
| 2014-2015        | Charleroi        | D1               | 17+12      | 2          | CB              | 2               | 1               | -                  | -                  | -                  | -           | -           | -           | 31     | 3      |        |
| 2015-2016        | Charleroi        | D1               | 29+9       | 3          | CB              | 2               | 0               | UEL                | 4                  | 1                  | -           | -           | -           | 19     | 0      |        |
| 2016-2017        | Charleroi        | D1               | 4+6        | 0+1        | CB              | 0               | 0               | -                  | -                  | -                  | -           | -           | -           | 10     | 1      |        |
| 2017-2018        | Charleroi        | D1               | 18         | 0          | CB              | 3               | 0               | -                  | -                  | -                  | -           | -           | -           | 21     | 0      |        |
| Totale Charleroi | Totale Charleroi | Totale Charleroi | 107        | 7          |                 | 7               | 1               |                    | 4                  | 1                  |             | -           | -           | 118    | 9      |        |
| gen.-giu. 2019   | Tubize           | D2               | 5+1        | 0          | CB              | -               | -               | -                  | -                  | -                  | -           | -           | -           | 6      | 0      |        |
| Totale carriera  | Totale carriera  | Totale carriera  | 220+18     | 16+3       |                 | 13              | 1               |                    | 4                  | 1                  |             | -           | -           | 255    | 21     |        |